# 日本一のホラ吹き男
『日本一のホラ吹き男』（にっぽんいちのホラふきおとこ）は、1964年公開の東宝映画。植木等主演の「日本一の男」シリーズ第2作である。本編の大部分は現代劇だが、主人公の先祖が活躍するシーンは時代劇仕立てとなっている。
キャッチコピーは「責任もってホラを吹き みんなまとめてメンドウみたよ!」。

## あらすじ
西北大学の学生・初等（はじめ・ひとし）は三段跳の選手で1964年東京オリンピックの候補だったが、練習中に誤ってアキレス腱を切ってしまい、出場を断念。療養の為に故郷に帰った等は、偶然にも「ホラ吹き」と呼ばれ続けた先祖・初等之助の自伝を発見する。一浪人に過ぎなかった等之助は大胆にも大名になることを決意し、ホラ吹きと揶揄されながらも徐々にその腕を認められ、ついには二万石の大名となったのだ。「ホラにしてホラにあらず」この言葉に感銘を受けた等は気持ちを新たにし、大企業の増益電気に就職して出世の三段跳びをすると宣言する。
面接試験では呼出し担当だったミス増益電気・南部可那子に愛嬌を振りまき、面接官達には堂々と「入社の暁には売上を倍にする」と宣言して驚き呆れさせる。自信満々の等だったが結果はあっけなく不採用。そこで彼は一計を案じ、なんと増益電器の警備員として会社に潜入する。お抱え運転手と仲良くなった等は、社長がゴルフ好きで早朝に一人でコースを回ると知り、ハウツー本から即席でゴルフ知識を仕込んだ上でゴルフ場へ向かう社長の元を訪ねた。ひたすらヨイショし社長が気を良くしたところで「社員になりたい」と直訴し、晴れて等はようやく増益電気の一員となる。
だが彼が配属された資料係は出世と無縁の、組合員で構成された部署だった。そこで等は会社に泊まり込みどころか生活を始め、同僚たちの10倍もの仕事量をこなすハッスルぶりを見せる。周囲はいつまで持つかと冷ややかだったが、一ヶ月以上もその状況が続き、等はすっかり社内でも変わり者として知られるように。組合員の規定を無視した働きぶりに、違反行為だがクビを切るわけにもいかず、もはや手に負えないとして等は宣伝課への転属・係長昇進が決まる。その勢いで早速等は可那子を口説くが、にべもなく断られてしまうのだった。
そして等は早速会社の開発研究所を訪ねるが軽くあしらわれたため「俺が研究者なら冷暖房も可能な電球を作る」と豪語し、所長以下研究者たちを散々茶化しまくる。カンカンになった所長に追い出されるも、研究員・井川だけは彼にに興味を示し、その晩こっそりと酒の席へ誘われる。冷暖電球は既にあるが、設備投資のコストが問題視され商品化にストップがかかったという。ならばそれを売ろう、と等は早速TV局に掛け合い、自社提供番組に流すCMを製作して堂々とオンエア。この事態に社長を始め上層部は蜂の巣をつついたような騒ぎとなるが、会社には官公庁から教育機関、一般家庭に至るまで問い合わせが殺到していた。この状況を重く見た社長は鶴の一声で冷暖電球の製造販売を決定する。
数カ月後、冷暖電球の効果もあり増益電気の売上は倍増するが、等は社長に突然辞意を表明する。他社から引き抜きが来て悩んでいるという等に、お前みたいな人間を他所にはやれん、と社長は直属の秘書課長のポジションを与えて引き止めた。昇進した等は可那子に再アタック。さすがの彼女も、とうとう等の有限実行ぶりを認めて交際をスタート。部長に昇進したら君と結婚しよう、と等は約束する。
そんな増益電気に大きな案件が舞い込む。ナイロニア国に建設する水力発電所の設備を巡り、ライバルの丸々電機と入札で争うこととなったのだ。相手の腹の中が読めないと悩む社長に、等は自分が上手くやってみせると宣言する。果たして……

## キャスト
- 初等（はじめ ひとし）／初等之助（はじめ ひとしのすけ） - 植木等
- つね - 飯田蝶子
- 南部可那子 - 浜美枝
- 増田益左衛門 - 曽我廼家明蝶
- 大野総務部長 - 山茶花究
- 古井資料係社員 - 三井弘次
- 山田富子（資料係）- 中真千子
- 井川（研究所研究員） - 谷啓
- 宮本 - 安田伸
- 社長の運転手 - 桜井センリ
- 西條社長 - 江川宇礼雄
- 清水花江 - 草笛光子
- 山下教授 - 高田稔
- 本屋のおやじ - 坂本武
- 陸上のコーチ - 田島義文
- 本社守衛 - 由利徹
- 本多宣伝課長 - 人見明
- 道場主 - 富田仲次郎
- 七味一刀斎 - 佐々木孝丸
- 労働組合幹部 - 堤康久
- 土木作業員  - 広瀬正一、二瓶正也
- 郵便配達員 - 大屋満
- 等之助の妾  - 沢井桂子
- 等之助の妾  - 依田三千子
- 等之助の妾  - 鈴木加代子
- 等之助の妾  - 松原光子
- 大前亘

## 使用曲
- 東京五輪音頭
- どうせ駄目ならデッカク生きろ
- ホラ吹き節　※主題歌
- ガタガタ言うなよ（私はウソを申しません）
- 人生劇場
- 恋は神代の昔から　※畠山みどりのヒット曲。守衛役の由利徹がアカペラで歌う。
- 馬鹿は死んでも直らない　※1番を途中まで歌い、その後の部分に本作独自のアレンジを加えたもの。
- 八木節——冷暖電球CMソング
- 学生節
- 空の青さは僕のため（世界は僕らのためにある）
- 一週間に十日来い　※五月みどりのヒット曲。小料理屋のシーンで、レコード音源が流れている。

※この他、「デカい男にゃデカい夢」という楽曲も制作されたものの、未使用に終わった（後にCD化されている）。

## ロケ地
- 早稲田大学 - 西北大学

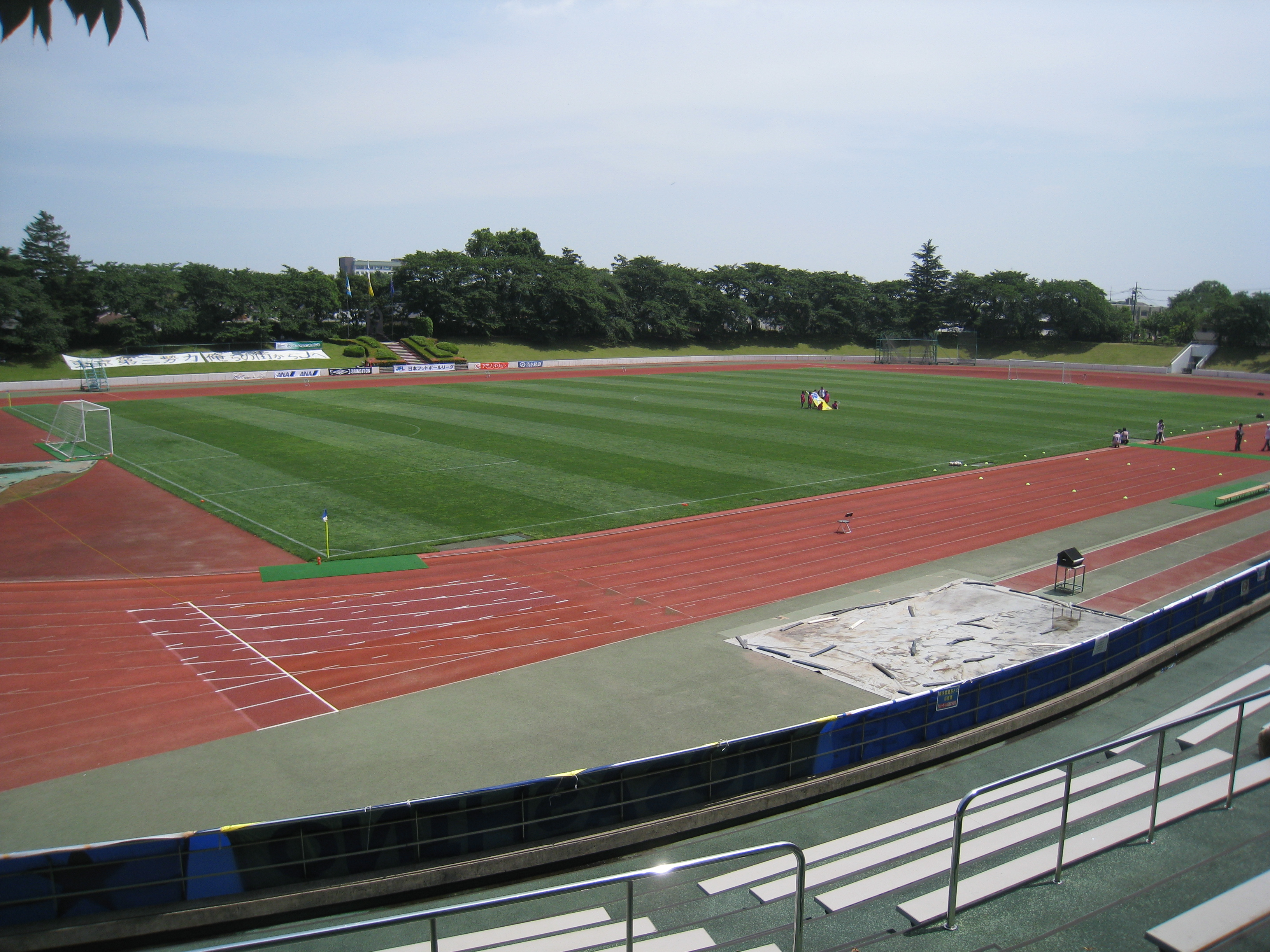
初等が「東京五輪音頭」を歌った武蔵野陸上競技場

- 西武園ゆうえんち - 等と可那子のデート場所として登場する。二人でボートにのる池は、のちに埋められて「ハローキティ メルヘンランド」となった。
- 都立狭山公園 - 可那子が等との結婚を決意する場所。
- 武蔵野陸上競技場 - 冒頭、初等が「東京五輪音頭」を歌う場面で使用[1]
- 武蔵野市立第四中学校
- 武蔵野市営プール
- 東芝中央研究所(当時：現在は研究開発センター) - 増益電機
- 宗教法人生長の家本部会館 - ナイロニヤ国大使館
- 八重洲大和證券ビル - 丸々電機
- 向ヶ丘遊園 - 等と可那子のデート場所として登場する。等が大階段で「空の青さは僕のため」を歌う。
- 采女橋
- 大手町ビル（屋上） - 増益電機
- エンパイヤコープ
- 松下通信工業株式会社綱島事業場
- 東芝科学館

## トピックス
- 2007年3月27日に植木が80歳で死去、3月29日のテレビ東京系木曜洋画劇場では植木の追悼特別企画として、当初予定されていた『プロジェクトA』と差し替えてこの作品を放送した。
- 撮影当時、植木の付き人兼運転手として芸能界に身を投じて間もなかった小松政夫が、初めてエキストラとして出演した作品である[2]。

## 同時上映
『喜劇 駅前怪談』
脚本：長瀬喜伴 / 監督：佐伯幸三 / 主演：森繁久彌 / 東京映画作品
「駅前シリーズ」第8作。